# Heartagram

L'heartagram

L'heartagram est le symbole du groupe finlandais de metal HIM. Il représente la fusion du symbole du Cœur et du pentagramme. Deux des pointes du pentagramme étant arrondie pour former un cœur.
Selon le chanteur de HIM, Ville Valo, il représente à la fois l’amour et la mort. La balance du bon et du mal, les deux principaux thèmes de la vie et des paroles de Valo.
Beaucoup de personnes associent le heartagram à Bam Margera, pensant que celui-ci est son logo personnel. En fait, Bam a légalement licencié l’utilisation du heartagram de Valo. Bien que Bam soit devenu ami avec Valo et a même dirigé quatre (et sa propre version de “heartache every moment”) des vidéos du groupe, ceci est la seule implication personnelle de Bam dans HIM. Il est simplement un grand fan, qui s'expose avec leur logo pour montrer son amour et appréciation du groupe.